# 二郎で勝負 連続ヒット90分
二郎で勝負 連続ヒット90分（じろうでしょうぶ！れんぞくヒット90ふん）は、1977年10月から1978年3月までTBSラジオで放送されていたワイド番組。

## タイムテーブル
- 18:30 歌謡曲トップヒット10
- 18:40 燃えろジャイアンツ
- 18:50 三枝・一慶二人旅
- 19:00 ニュース われら街野球
- 19:05 越智正典のMr.ベースボール
- 19:15 二郎のハイ!歌謡曲
- 19:30 ラジオ民謡お話どんどん
- 19:40 がんばれ父さんアマチュアオンステージ

| スタブアイコン | サブスタブ | この項目は、まだ閲覧者の調べものの参照としては役立たない、ラジオ番組に関連した書きかけの項目です。この項目を加筆・訂正などしてくださる協力者を求めています（P:ラジオ/PJ:放送番組）。 |